# Amphinomidae
Amphinomidae Lamarck, 1818 è una famiglia di anellidi dell'ordine Aciculata.

## Tassonomia
Comprende i seguenti generi:
- Amphinome Bruguière, 1789
- Ankitokazoa Alessandrello & Bracchi, 2005 †
- Archinome Kudenov, 1991
- Asloegia Kinberg, 1867
- Bathychloeia Horst, 1910
- Bathynotopygos Kucheruk, 1981
- Benthoscolex Horst, 1912
- Branchamphinome Hartman, 1967
- Chloiea Lamarck, 1818
- Chloenopsis Fauchald, 1977
- Cryptonome Borda, Kudenov, Bienhold & Rouse, 2012
- Eurythoe Kinberg, 1857
- Hermodice Kinberg, 1857
- Hipponoe Audouin & Milne Edwards, 1830
- Linopherus Quatrefages, 1866
- Notopygos Grube, 1855
- Parachloeia Horst, 1912
- Paramphinome Sars, 1869
- Pareurythoe Gustafson, 1930
- Pherecardia Horst, 1886
- Pherecardites Horst, 1912
- Pseudoeurythoe Fauvel, 1932
- Rollinschaeta Parry, Wilson, Sykes, Edgecombe & Vinther, 2015 †
- Rostraria Haecker, 1898
- Sangiria Horst, 1911
- Zothea Risso, 1826